# Leprechaun

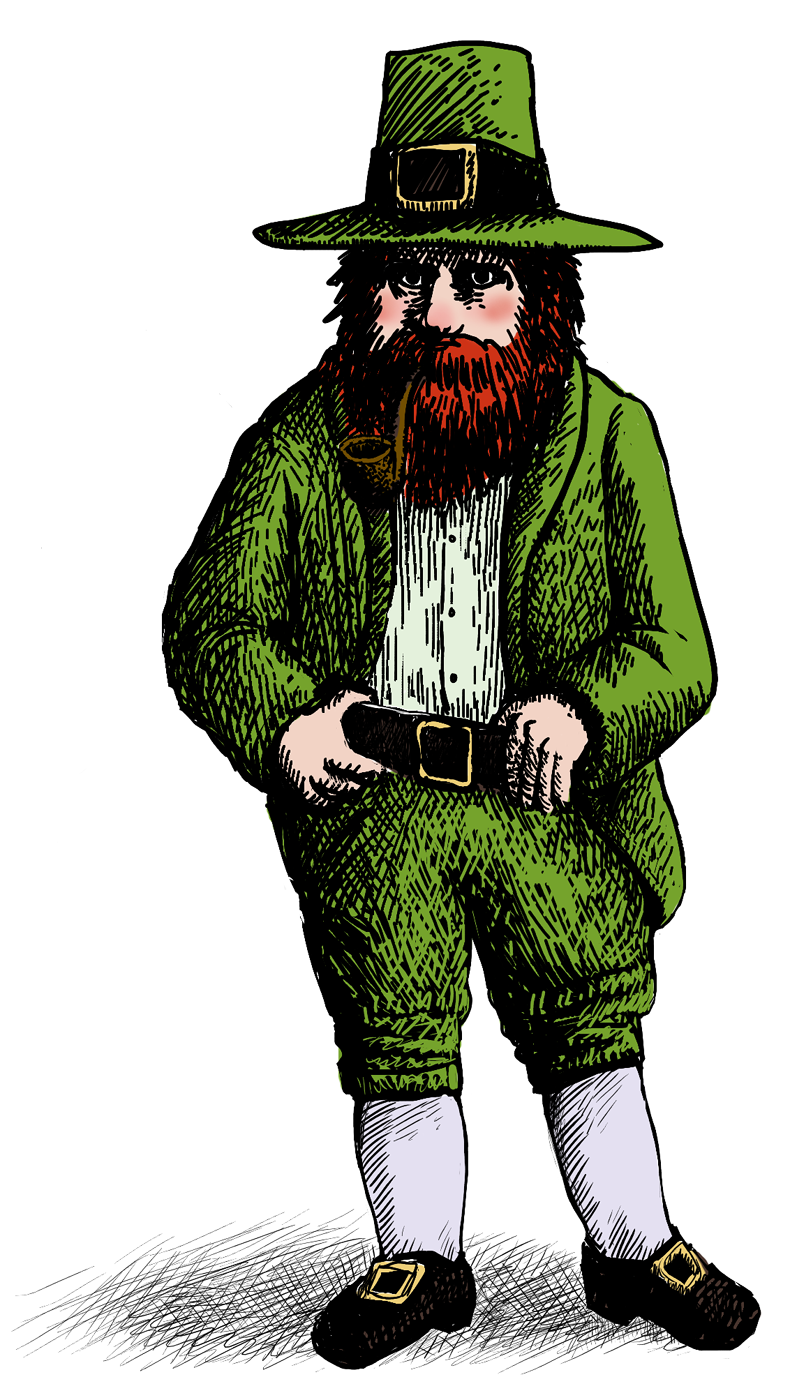
Typische Darstellung eines Leprechaun in grüner Kleidung und mit rotem Haar

Leprechaun [ˈlɛprəkɔːn] (irisch leipreachán, luprachán, lucharpán, lucharmán, lucharachán etc.), im deutschen Sprachgebrauch oft auch fälschlicherweise einfach Kobold, ist ein Wesen der irischen Mythologie und gehört zu den Naturgeistern, die oft in Verbindung mit dem verborgenen Gold am Ende des Regenbogens gebracht werden. Der Leprechaun gilt neben der Harfe und dem Kleeblatt als Wahrzeichen Irlands.

## Mythos
Als folkloristische Gestalt ist der Leprechaun eines der bekanntesten Feenwesen in Irland. Er ist von kleinem, zwerghaftem Wuchs und wird immer nur allein gefunden. Es heißt, dass er einen Topf mit Gold der Person vermacht, die es schafft, dem Leprechaun das Geheimnis des Ortes zu entlocken, an dem der Schatz verborgen ist. Dies gelingt aber nur, wenn man das Geschöpf fängt, indem man es an seinen Schultern zu packen bekommt und es danach nicht mehr aus den Augen lässt, da es schnell wieder verschwinden kann. Hintergrund ist der Geiz Leprechauns. Als Sammler gibt er das Gold nur sehr ungern her und ist daher besonders trickreich. Er wird allerdings in manchen Erzählungen auch als helfender Hausgeist beschrieben. Auch wenn er gern als griesgrämig dargestellt wird, soll er doch auch sehr großzügig sein, insbesondere, wenn man ihm geholfen hat. Dann verschenkt er zuweilen sogar seine magische Goldmünze, die, wenn sie ausgegeben wird, immer wieder in die Hand des Besitzers zurückkehrt.
Häufig wird der Leprechaun auch als Schuhlieferant oder Schuhmacher der Feen bezeichnet, weswegen er oftmals mit einem Schuh dargestellt wird, den er herstellt oder repariert.
Meistens wird er als kleines, grün angezogenes Männchen mit Hut und roten Haaren dargestellt.

## Etymologie
Es wird davon ausgegangen, dass sich der Name im 17. Jahrhundert aus dem irischen leipreachán gebildet hat. Dies leitet sich aus dem mittelirischen luchorpán (mittelir. lu für „klein“ und corp für „Körper“) ab und spielt auf den zwergenhaften Wuchs dieses Fabelwesens an. Eine andere Interpretation verwendet den gälischen Wortstamm *lukot- (altir. luch „Maus“), welches ebenso auf seine geringe Größe deutet.
Die alternative Schreibweise leithbrágan setzt sich volksetymologisch aus den irischen Worten leith („halb“) und brogan („Schuh“) zusammen. Dies ist wahrscheinlich auf die Darstellung des Leprechauns als Schuhmacher zurückzuführen.

## Rezeption

### Bücher

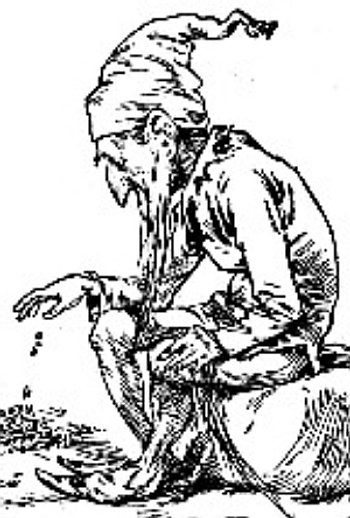
Ein Leprechaun zählt sein Gold; Stich von 1900

In Harry Potter und der Feuerkelch taucht er als Maskottchen der irischen Quidditch-Nationalmannschaft auf, hier wurde die Bezeichnung im Deutschen mit „Leprechan“ wiedergegeben. Sein Gold ist hier allerdings kein echtes – es verschwindet nach einiger Zeit wieder und ist damit letztlich wertlos. 
Der irische Fantasy-Autor Eoin Colfer erklärt in seiner Romanserie Artemis Fowl die Bezeichnung Leprechaun mit der Verlängerung der Abkürzung LEP – Lower Elements Police (in der deutschen Übersetzung ZUP – Zentrale Untergrund Polizei) durch die Menschen, die daher die Feenwesen fortan als Leprechauns bezeichneten.

### Filme
Der Leprechaun kommt zudem in einer Vielzahl von Filmen vor, die auf seine verschiedenen Aspekte eingehen. So erfüllt ein solcher, gespielt von Gary Oldman, im Film Interstate 60 Wünsche. Eine überspitzte Anspielung auf den Geiz dieses Wesens bildet die Horrorfilm-Reihe unter dem Titel Leprechaun – Der Killerkobold ab. Es gab zwischen 1993 und 2003 sechs mehr oder minder zusammenhängende Filme über den mörderischen Leprechaun, der sich über all jene hermacht, die sich an sein Gold wagen. In der Hauptrolle war jeweils Warwick Davis zu sehen. 2014 erschien mit Leprechaun: Origins eine Neuauflage der Horrorfilmreihe. Leprechaun Returns aus dem Jahr 2018 schließt wiederum an den ersten Teil der Reihe an.
In dem Kinderfilm Der Trollkönig (GB, 1998) spielt ein Leprechaun eine (Haupt-)Rolle. Der deutsche Titel ist ein Übersetzungsfehler. Der Originaltitel lautet: The Last Leprechaun.
Die bekanntesten Filme, in denen Leprechauns auftraten, sind Henry Kosters The Luck of the Irish (1948) mit Cecil Kellaway als Leprechaun (Kellaway erhielt eine Oscar-Nominierung für seinen Auftritt), Robert Stevensons Das Geheimnis der verwunschenen Höhle (Darby O’Gill and the Little People, 1959), eine Walt-Disney-Produktion mit unzähligen Leprechauns, sowie Francis Ford Coppolas Musical Der goldene Regenbogen (Originaltitel: Finian′s Rainbow von 1968). Zudem kommen sie (als einzelne Wesen, aber durchaus auch in Mehrzahl) des Öfteren in Serien vor, wo sie, wie bei Charmed für Glück stehen (hier verteilen sie das Glück mittels Goldnuggets in der Welt) oder aber auch wieder negative Charaktere bilden.

### Musik
Auch in zahlreichen Liedern kommt er vor, beispielsweise dem Kinderlied Dear Jessie von Madonna oder dem Lied Deep Within von Within Temptation. Seltener handelt das ganze Lied von dieser Sagengestalt (Leprechaun promenade der Dixie Dregs) oder gar ein ganzes Album, wie bei dem Jazz-Rock Konzeptalbum The Leprechaun von Chick Corea.

### Maskottchen
Im Sport wird der Leprechaun gern als Maskottchen verwendet, beispielsweise bei den Boston Celtics, dem Football-Team der Universität Notre Dame oder bei dem Wrestler Dylan Postl alias „Hornswoggle“. Die Verwendung als Maskottchen unterstreicht den glücksbringenden Charakter dieses Feenwesens.